# Pamela Bellwood
Pamela Bellwood (née le 26 juin 1951 à New York, sous le nom de Pamela King) est une actrice américaine, surtout connue pour son interprétation du rôle de Claudia Blaisdel Carrington dans la série télévisée Dynastie.

## Biographie et Filmographie
Née à New York, Bellwood se tourne vers l'art dramatique après avoir interprété Emily dans Our Town.
Elle étudie avec Sanford Meisner au Neighbourhood Playhouse. En 1972, elle est à Broadway, succédant à Blythe Danner dans Butterflies Are Free et donnant la réplique à Barbara Bel Geddes dans Finishing Touches. Sa performance dans Butterflies Are Free lui vaut un prix Clarence Derwent en 1972.
Au début, elle est créditée sous le nom de Pamela Kingsley. En 1974, elle apparaît dans un épisode de Friends and Lovers. Plus tard en 1974, elle apparaît en tant que Pamela Bellwood dans un épisode de Rhoda intitulé "9-E is available".
Bellwood pose pour une illustration de huit pages dans l'édition d'avril 1983 du magazine Playboy.

### Cinéma
| Année | Titre                  | Rôle           |
| ----- | ---------------------- | -------------- |
| 1976  | Un tueur dans la foule | Peggy Ramsay   |
| 1977  | Les Naufragés du 747   | Lisa Stevens   |
| 1980  | En série               | Carol          |
| 1980  | Hangar 18              | Sarah Michaels |
| 1981  | La Femme qui rétrécit  | Sandra Dyson   |
| 1988  | Cave Dweller           | Amanda         |
| 1997  | Le zombie de Cap-Rouge | Petit pâté     |
| 1998  | The Gardener           | Mme Swenson    |
| 1998  | Joseph's Gift          | Rachel Keller  |
| 2001  | Family Secrets         |                |
| 2005  | Going shopping         | Propriétaire   |

### Télévision
| Année     | Titre                                     | Rôle                        | Remarques     |
| --------- | ----------------------------------------- | --------------------------- | ------------- |
| 1970      | Mannix                                    | Susan Miller                |               |
| 1974      | Ironside                                  | Nancy                       |               |
| 1974      | The Wide World of Mystery                 | Marie                       |               |
| 1974      | Feed the Beast                            | Sylvia                      | téléfilm      |
| 1974      | Friends and Lovers                        | Joanne                      |               |
| 1974      | Rhoda                                     | Jill Martin                 |               |
| 1975      | Mannix                                    |                             |               |
| 1975      | Police Story                              | Judy Bartlett               |               |
| 1975      | Matt Helm                                 | Patricia                    |               |
| 1975      | Baretta                                   | Jenny                       |               |
| 1975      | Canon                                     | Louise Bishop               |               |
| 1976      | The Nancy Walker Show                     | Darlene Rogers              |               |
| 1976      | The War Widow                             | Amy                         | téléfilm      |
| 1977      | Serpico                                   | Allison                     |               |
| 1977      | Emily, Emily                              | Emily Ward                  | téléfilm      |
| 1977      | Westside Medical                          | Melissa Mapes               |               |
| 1977      | La croisière s'amuse                      | Judy Watson                 |               |
| 1977      | Big Hawaii                                |                             |               |
| 1978      | Deadman's Curve                           | Annie                       | téléfilm      |
| 1978      | Switch                                    | Andrea                      |               |
| 1978      | W.E.B.                                    | Ellen Cunningham            |               |
| 1980      | Hagen                                     | Laurie                      |               |
| 1981-1986 | Dynastie                                  | Claudia Blaisdel Carrington | Rôle régulier |
| 1982      | Insight                                   | Thelma                      |               |
| 1982      | The Wild Woman of Chastity Gulch          | Sarah                       | téléfilm      |
| 1983      | Cocaine: One Man's Seduction              | Robin Barstowe              | téléfilm      |
| 1983      | Baby Sister                               | Marsha Burroughs            | téléfilm      |
| 1983      | Meurtre au champagne                      | Ruth Lessing                | téléfilm      |
| 1983      | Choices of the Heart                      | Sœur Dorothy Kazel          | téléfilm      |
| 1984      | Finder of Lost Loves                      | Susan Blaine                |               |
| 1987      | Deep Dark Secrets                         | Anna                        | téléfilm      |
| 1988      | Double standard                           | Joan Harik                  | téléfilm      |
| 1989      | La Cinquième Dimension                    | Andrea Moffitt              |               |
| 1989      | Boon                                      | Rebecca Patterson           |               |
| 1989      | Arabesque                                 | Vivian Proctor              |               |
| 1992      | Corky, un adolescent pas comme les autres | Future Becca                |               |
| 1994      | Arabesque                                 | Vanessa Cross               |               |
| 1997      | Women: Stories of Passion                 | Myra                        |               |
| 1997      | Heartless                                 | Jennifer Chadway            | téléfilm      |
| 2013      | Esprits criminels                         | Wanda Sullivan              |               |